# Richard Badillo
Richard Enmanuel Badillo Pérez, más conocido como Richard Badillo (Barinas, Venezuela; 29 de abril de 1989), es un futbolista venezolano que juega como defensa y actualmente se encuentra sin equipo.
Comenzó su carrera en el Torneo Apertura 2007 con el Zamora FC disputando 7 partidos, 3 como titular sin hacer ningún gol. Su primer gol fue en el año 2011 en el último año con el equipo antes mencionado, con quien hizo tres goles. En ese mismo año, el club Deportivo Táchira lo contrató para el Torneo Apertura 2011 por su excelente forma de jugar en ese año. Luego de un año con el Deportivo Táchira, cuyo en ese transcurso anotó dos goles, el club Mineros de Guayana lo contrató por un año por un año para la Temporada 2012/2013 posteriormente paso por las filas del Deportivo Anzoategui para la temporada 2015/2016 es fichado por el granate Carabobo Fútbol Club,actualmente es entrenador de categorías juveniles de el Centro Social Italo Venezolano de Valencia Fútbol Club.

## Clubes
| Club                 | Año         | Partidos | Goles |
| -------------------- | ----------- | -------- | ----- |
| Zamora FC            | 2007-2011   | 28       | 3     |
| Deportivo Táchira FC | 2011 - 2012 | 19       | 1     |
| Mineros de Guayana   | 2012- 2013  | 19       | 0     |
| Deportivo Táchira FC | 2013 - 2014 | 17       | 0     |
| Deportivo Anzoategui | 2014- 2015  | 24       | 1     |
| Carabobo FC          | 2015 - act  | 64       | 1     |
| Total                | 2007 - act  | 152      | 6     |

Datos actualizados hasta el 13 de junio de 2017
Nota: Sólo se guardan datos a partir de 2010

## Títulos

### Campeonatos nacionales
| Título          | Club      | País      | Año  |
| --------------- | --------- | --------- | ---- |
| Torneo Clausura | Zamora FC | Venezuela | 2011 |